# Buick Invicta
Buick Invicta (Serie 4600) bezeichnet eine Serie von Personenkraftwagen, die in den Modelljahren 1959 bis 1963, der vom General Motors Konzern unter der Automobilmarke Buick in den USA gefertigt wurde. Der Invicta war der Nachfolger des Century, der die Karosserie des Special – und später des LeSabre – mit dem 325 PS starken 6,6 Liter-V8-Motor verband, was ihm den Namen „Bankers Hot-Rod“ einbrachte. Der Name Invicta (dt.: unbesiegbar, unschlagbar) leitet sich aus dem Lateinischen ab.

## Geschichte
Der Invicta wurde Anfang 1959 als viertürige Hardtop-Limousine, fünftüriger Kombi, zweitüriges Hardtop-Coupé und zweitüriges Cabriolet eingeführt. 1960 kam eine viertürige Limousine (mit B-Säulen) dazu. Die Verkaufszahlen erreichten niemals die eines LeSabre oder Electra, blieben aber auf dem Niveau von Buicks mittleren Sportmodellen Century (1954–1958) bzw. Wildcat (1963–1970).
Ab 1960 gab es das Custom-Ausstattungspaket, das Einzelsitze und eine Mittelkonsole im Hardtop-Coupé, im Cabriolet und im Kombi beinhaltete. In den viertürigen Varianten gab es stattdessen eine Ledersitzbank mit Mittelarmlehne. Die Verkaufszahlen waren beträchtlich.
Im Herbst 1962 wurde das Modell Wildcat, ein zweitüriges Hardtop-Coupé, in der Invicta-Serie eingeführt. Der Invicta Wildcat hatte die meisten Ausstattungsdetails des Invicta Custom, insbesondere Einzelsitze und bessere Türverkleidungen. Anstatt der kurzen Mittelkonsole des Custom hatte der Wildcat aber eine lange Mittelkonsole mit Drehzahlmesser und Automatikwählhebel. Darüber hinaus hatte er außen besondere Schriftzüge und andere Ausstattungsdetails, ein Vinyldach und die Rückleuchten des Electra 225. Die Ausstattung ließ den Wildcat als Sportmodell erscheinen.
Ab Herbst 1963 ersetzte der Wildcat den Invicta, wobei er die beiden Hardtop-Modelle und das Cabriolet übernahm. Der Kombi hieß noch ein weiteres Jahr lang Invicta. In diesem Jahr entstanden noch 3495 Kombis, danach verschwand der Name.
Laut Robin Moores Buch The French Connection bot der Buick Invicta von 1960 aufgrund seiner Karosseriekonstruktion die Möglichkeit zum Einbau „… von besonderen, praktisch entdeckungssicheren Behältern, die in den Kotflügeln und im Unterbau versteckt waren“, was ihn zum bevorzugten Modell für internationale Heroin-Schmuggler machte.

## Konzeptfahrzeug
Der Name Invicta wurde 2004 von Buick wieder ins Spiel gebracht. Ein Konzeptfahrzeug dieses Namens wurde im April 2008 auf der Automobilausstellung in Peking präsentiert. Es soll angeblich den LaCrosse ersetzen.
Das Konzeptfahrzeug hatte einen 2,0 Liter-DOHC-Vierzylindermotor mit 250 PS (184 kW) und eine Sechs-Stufen-Automatik.

## Auftreten in Filmen
In der Episode "The Funeral" in der kurzlebigen Fernsehserie The Tick fahren The Tick und Arthur Batmanuels Auto, ein goldfarbenes Buick Invicta Cabriolet von 1960 (mit der Zulassungsnummer „BATLOVE“) und transportieren die Leiche von Captain Invicible.
In der MacGyver Folge "Die Flucht" kommt ein Buick Invicta 1959 zum Einsatz.

## Quelle
- Gunnell, John (Hrsg.): Standard Catalog of American Cars 1946–1975. Krause Publications Inc., Iola 2002, ISBN 0-87349-461-X.